# Herbram-Wald
Herbram-Wald ist ein nördlicher Stadtteil von Lichtenau im nordrhein-westfälischen Kreis Paderborn. Herbram-Wald ist außerdem ein Teil der Region Bürener Land.

## Geografie

### Ortsgebiet
Mit nur 0,33 km² ist Herbram-Wald der flächenkleinste und zugleich mit 561 Einwohnern je km² der dichtest besiedelte Stadtteil von Lichtenau.

### Nachbarorte
An Herbram-Wald grenzen im Norden der Altenbekener Ortsteil Schwaney und die Lichtenauer Stadtteile Herbram im Westen und Asseln im Süden, die zum Kreis Paderborn gehören. Östlich grenzt Herbram-Wald an Bad Driburg-Neuenheerse im Kreis Höxter.

### Klima
Herbram-Wald gehört wie Ostwestfalen-Lippe insgesamt zum ozeanischen Klimabereich Nordwestdeutschlands, dem es geringe Temperaturgegensätze und milde Winter verdankt. Allerdings sind schon kontinentale Einflüsse wirksam. So liegt die Temperatur im Sommer höher und die Nächte sind kühler als in größerer Nähe zur Küste. Die Lage am Rand des Eggegebirges bedingt ein submontanes Klima der Mittelgebirgsstufe mit kühleren Temperaturen und höherem Niederschlag als in anderen Lagen des Kreisgebiets.

## Geschichte
Der Ort Herbram-Wald entstand erst im Zweiten Weltkrieg. Zunächst wurde eine Anlage der Wirtschaftlichen Forschungsgesellschaft (WiFo) errichtet. Es wurden dort Kraftstoffgemische hergestellt und in Großtanks gelagert. Außerdem gab es ein Munitionslager. Der Wald wurde dort gerodet, um Straßen Platz zu machen, an denen aus Tarnungsgründen Gebäude mit Flachdächern errichtet wurden. Die Verwaltung der Wifo befand sich im Hotel Tannenhof am Ortseingang von Herbram-Wald.
Die Bauarbeiten für die WiFo konnten nie abgeschlossen werden. Im März 1945 wurden die Anlagen von alliierten Bomberverbänden zu einem Großteil zerstört. Der Verlauf der alten Bahntrasse ist bis heute zu erkennen.

### Kommunale Neugliederung
Vor dem 1. Januar 1975 gehörte Herbram-Wald zur damaligen Gemeinde Herbram und somit zum Amt Lichtenau im Kreis Büren. Mit Inkrafttreten des Sauerland/Paderborn-Gesetzes an diesem Tage wurden die meisten Gemeinden des Amtes Atteln mit den Gemeinden des Amtes Lichtenau und somit auch die Gemeinde Herbram mit Herbram-Wald zur neuen Stadt Lichtenau zusammengelegt und kam mit dieser zum Kreis Paderborn.
Rechtsnachfolgerin des aufgelösten Amtes Lichtenau und der Gemeinde Herbram ist die Stadt Lichtenau.
Die alte Postleitzahl von Herbram-Wald war 4791.

## Politik
Ortsvorsteher von Herbram-Wald ist Dieter Beyer.